# Bioetanol
Bioetanol é o gênero que compreende todos os processos de obtenção de etanol cuja matéria-prima empregada seja a celulose - biomassa, como por exemplo a cana-de-açúcar, o milho e a celulose. É um tipo de biocombustível.

## O bioetanol
O avanço científico, particularmente nas ciências da vida, durante os últimos cinquenta anos foi extraordinário. Tal aspecto gerou novas tecnologias para produzir o etanol.
As tecnologias de segunda geração para produção de etanol (bioetanol) são tecnologias diferentes para o produzir quando comparadas com a forma tradicional e secular de fazer álcool (fermentar o caldo dos vegetais que possuem açúcares). Essas tecnologias não utilizam os açúcares simples contidos na seiva, por exemplo, caldo da cana-de-açúcar, mas transformam a madeira (celulose) da planta em açúcares simples para posterior fermentação e produção de etanol. No caso da cana-de-açúcar, 1/3 da glicose produzida é disponibilizada na seiva do vegetal (caldo) e 2/3 são usados para síntese da celulose (1/3 no bagaço + 1/3 nas palhas e pontas). A celulose é um polissacarídeo formado, entre outros compostos, por 10.000 moléculas de glicose ligadas. Portanto, a maior parte da glicose sintetizada pelo vegetal é fixada na forma de celulose (Goldenberg, 2007)
A hidrólise da celulose é uma das tecnologias de produção de etanol de segunda geração, ou bioetanol. Hidrolisar a celulose significa quebrar a estrutura molecular do bagaço da cana-de-açúcar (madeira) em açúcares simples, em outras palavras, transformar “a madeira da planta” em açúcares solúveis e passíveis de se transformarem em etanol pela ação de microrganismos.
A hidrólise é o processo bioquímico que quebra a celulose em moléculas de glicose. A hidrólise da celulose pode ser realizada de várias formas, há saber, a rota enzimática, a rota ácida e a rota alcalina.

## Bioetanol no mundo
No Brasil ele é produzido em grande escala utilizando como matéria-prima a cana-de-açúcar. Há também a produção em outros países como os EUA e a França, que utilizam o milho e a beterraba, respectivamente. Entretanto o processo brasileiro é o mais avançado, pois, para cada unidade de energia utilizada no processo, são geradas cerca de 8 unidades de energia na forma de etanol enquanto no processo americano essa relação é de cerca de 1 para 1,3 atualmente. O processo francês alcança a marca de 1 para 1,5.
Além disso, no processo brasileiro começa a tornar-se cada vez mais comum a utilização do bagaço da cana, sobra do processo, para a geração de eletricidade.

## Criticas
Uma parte da sociedade é contrária à utilização de bioetanol, dizendo que a matéria-prima utilizada na fabricação poderia ser destinada para a alimentação de diversas pessoas. Os críticos  afirmam também que os terrenos destinados à plantação da matéria-prima do bioetanol deveriam ser substituídos pelo cultivo de outros gêneros de alimento.